# Cephonodes simplex
Cephonodes simplex är en fjärilsart som beskrevs av Rothschild 1894. Cephonodes simplex ingår i släktet Cephonodes och familjen svärmare. Inga underarter finns listade i Catalogue of Life.